# Louis-Auguste Boileau
Louis-Auguste Boileau (Parigi, 24 marzo 1812 – Parigi, 12 febbraio 1896) è stato un architetto francese.

## Biografia

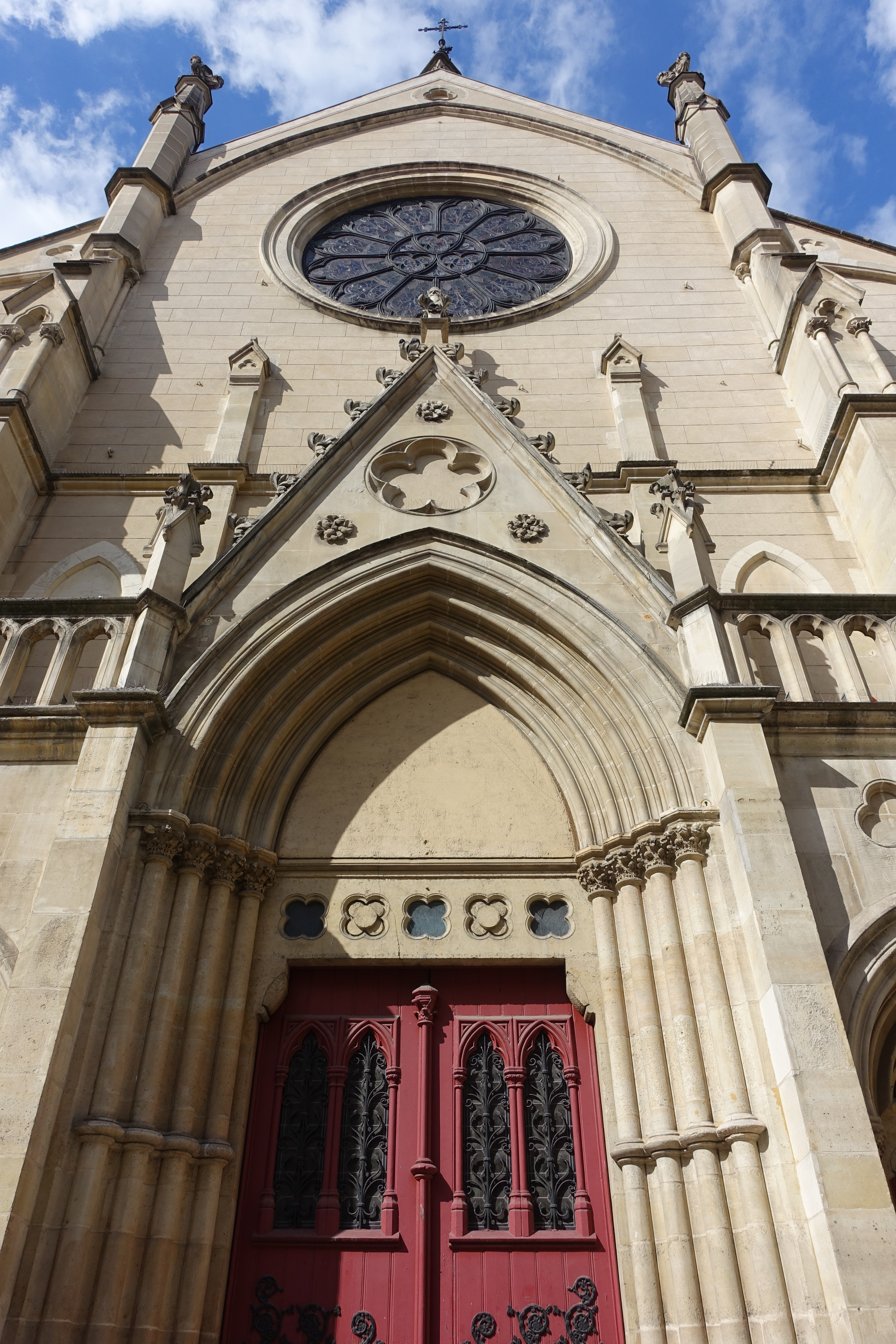
Chiesa di Saint Eugène a Parigi

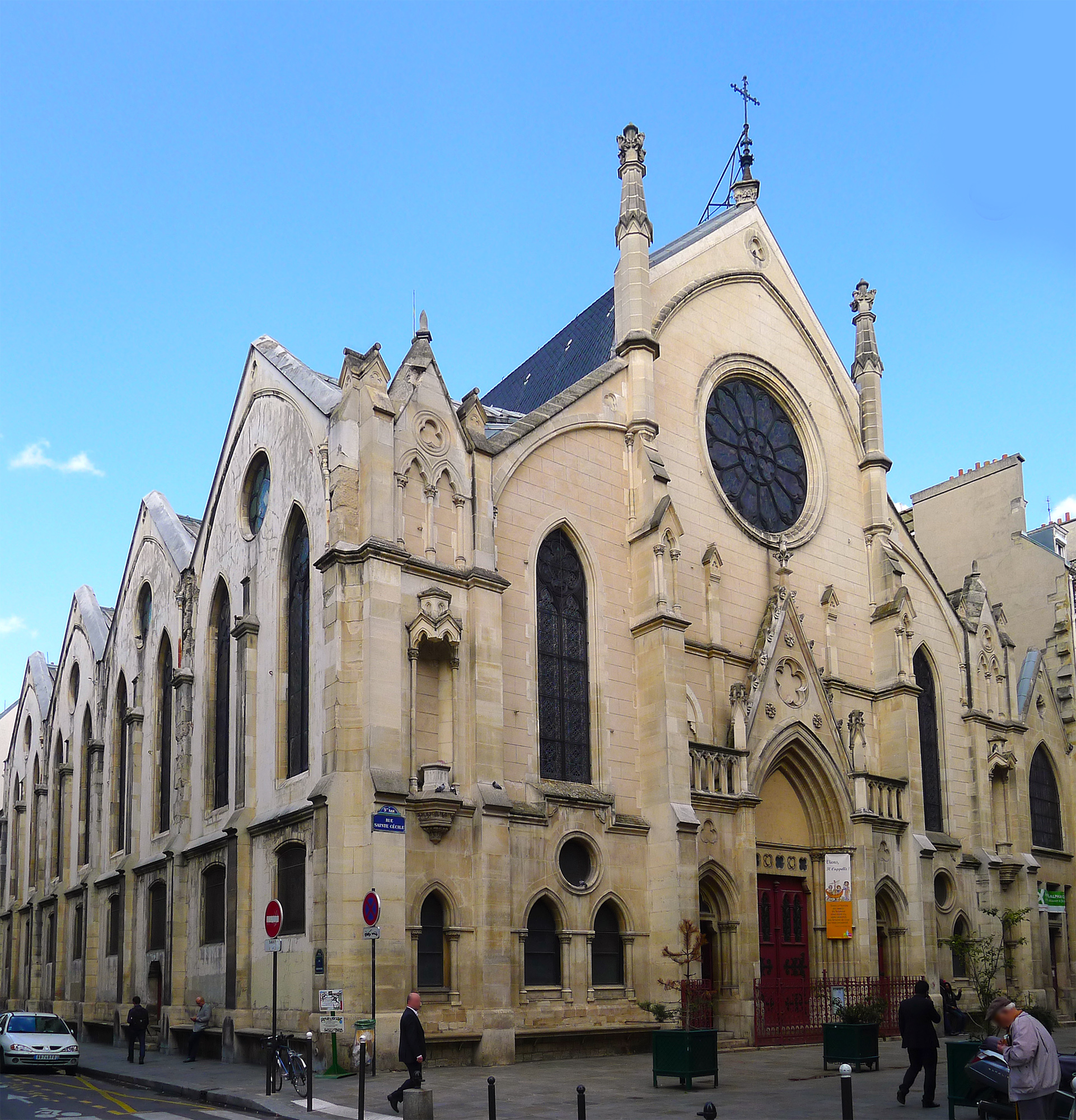
Chiesa di Saint Eugène a Parigi

Louis-Auguste Boileau nacque a Parigi il 24 marzo 1812.
Iniziò la sua carriera nelle arti decorative, lavorando come falegname in edifici, ed esordendo con un pulpito per la chiesa Saint-Antoine de Compiègne. Il successo di questo lavoro lo spinse a dedicarsi esclusivamente alla falegnameria. Fondò un laboratorio di intaglio ornamentale a Parigi, in cui collaborarono alcuni dei più abili intagliatori del tempo, e dove furono eseguiti numerosi lavori importanti, tra cui il coro di Saint-Germain-l'Auxerrois e quello di Saint-Pierre d'Aire-sur-la-Lys.
Dopo aver fatto pratica e aver contribuito a sviluppare un importante ramo dell'arte industriale, Louis-Auguste Boileau voleva diventare un architetto, seguendo gli insegnamenti di Louis Piel, apprese i principi dell'arte monumentale e iniziò con il restauro e la decorazione della chiesa di Saint-Pierre d'Aire-sur-la-Lys.
Nel 1843 si trasferì nei Vosgi, divenne architetto del distretto di Mirecourt dove costruì, a Mattaincourt, una chiesa ogivale di un'elegante semplicità. Pubblicò poco dopo un saggio intitolato Memorie sui vari miglioramenti apportati all'uso del legno per la carpenteria (Mémories sur le diverses améliorations apportées à l'emploi des bois pour la menuiserie, 1846), a cui seguirono l'anno seguente la stampa della Revisione completa della valutazione di carpenteria (Traité complet de l'évvaluation de la menuiserie, 1847) scritto in collaborazione con F. Bellot, e dell'Arte religiosa e monumentale, sul restauro e la costruzione di chiese gotiche nei Vosgi (De l'art religieux et monumental, à propos de la restauration et de la construction d'églises gothiques dans les Vosges, 1847).
Dopo aver compiuto numerosi viaggi per confrontare le architetture di diversi paesi, Boileau ritornò a Parigi e si impegnò a trovare una nuova forma architettonica. Convinto della bontà del sistema ogivale in quanto consentiva di produrre gli edifici più grandi con il minimo materiale, pensò di limitare l'uso della sovrapposizione di tetti a volte, dei frontoni ad archi e dei grandi pilastri, per ottenere immensità e snellezza,pur conservando un'aderenza con lo stile neogotico.
Il suo metodo costruttivo prevedeva ghisa e ferro nella costruzione degli archi delle volte e dei pilastri e ricevette sia elogi sia critiche.
Approfondì anche nelle sue pubblicazioni gli innovativi stili architettonici che aveva ideato, e che prevedevano l'utilizzo del ferro nelle costruzioni. Boileau risultò uno dei primi ad introdurlo anche in edifici religiosi, come descrisse in Nuove forme d'architettura (Nouvelle forme architecturale, 1853).
Tra le sue opere si ricordano la chiesa di Saint Eugène a Parigi (1854-1855), neogotica, caratterizzata da un esterno realizzato quasi interamente in mattoni, con finestre ogivali e tre timpani; da un interno, a tre navate, costruito interamente in ferro: pilastri, archi longitudinali e trasversali, trafori delle vetrate, rosoni, rivestimenti delle volte;la chiesa di Sainte-Marguerite a Le Vésinet e la chiesa di Saint-Paul a Montluçon (1865-1866).
La sua opera più celebre risultò Le Bon Marché (1876), costruzione interamente in ferro e in vetro, ad illuminazione naturale, una tra le più tipiche fusioni del gusto romantico e della tecnica moderna.
Restaurò numerose chiese seguendo le regole stilistiche romantiche, affiancate peraltro da un esame storico ed estetico accurato.
Sostenne la sua attività con pubblicazioni tecniche e teoriche che ottennero una certa influenza nell'ambiente parigino, e collaborò con Gustave Eiffel nella progettazione della torre.
Suo figlio, Louis-Charles (Parigi 1837 - Bordeaux 1914), ultimò l'edificio Au Bon Marché, il primo esempio di grande magazzino costruito quasi interamente in ferro e vetro (1872).
Anche suo nipote, Louis-Hippolyte Boileau era un architetto.

## Opere

### Architettura
- Coro di Saint-Germain-l Auxerrois;
- Coro di Saint-Pierre d'Aire-sur-la-Lys;
- Chiesa di Saint Eugène a Parigi (1854-1855);
- Chiesa di Sainte-Marguerite a Le Vésinet (1865-1866);
- Chiesa di Saint-Paul a Montluçon (1865-1866);
- Le Bon Marché (1876).

### Pubblicazioni
- Memorie sui vari miglioramenti apportati all'uso del legno per la carpenteria (Mémories sur le diverses améliorations apportées à l'emploi des bois pour la menuiserie, 1846);
- Revisione completa della valutazione di carpenteria (Traité complet de l'évvaluation de la menuiserie, 1847);
- Arte religiosa e monumentale, sul restauro e la costruzione di chiese gotiche nei Vosgi (De l'art religieux et monumental, à propos de la restauration et de la construction d'églises gothiques dans les Vosges, 1847);
- Nuove forme d'architettura (Nouvelle forme architecturale, 1853).